# ADY-Baureihe AZ4A
Die AZ4A der Azərbaycan Dəmir Yolları (ADY) sind elektrische Reisezuglokomotiven, die sowohl unter 25 kV Wechsel- wie auch unter 3 kV Gleichspannung eingesetzt werden können. Die Lokomotiven wurden von Alstom entwickelt und werden im Werk Belfort in Frankreich für Aserbaidschan gebaut.

## Geschichte
Im Mai 2014 bestellte die aserbaidschanische Eisenbahn 10 Reisezuglokomotiven AZ4A und 40 Güterzuglokomotiven AZ8A. Die Reisezuglokomotiven werden von Alstom in Frankreich gebaut, die Güterzuglokomotiven beim Gemeinschaftsunternehmen Electrovoz Kurastyru Zauyty (EKZ) in Astana, der Hauptstadt von Kasachstan.
Die erste Lokomotive der Baureihe AZ4A wurde am 9. Oktober 2017 in Belfort vorgestellt. Sie wurde wenige Tage nach der Präsentation nach Belgien zum Hafen von Antwerpen gebracht und auf ein Frachtschiff verladen, das die Lokomotive um die iberische Halbinsel herum ins Mittelmeer und von dort durch den Bosporus ins Schwarze Meer zum georgischen Hafen von Poti brachte. Nach dem Ausladen wurde die Lokomotive auf eigenen Rädern nach Baku überführt, wo sie Anfang Februar eintraf. Die übrigen neun Lokomotiven wurden in den Jahren 2018 und 2019 abgeliefert, der Regelbetrieb wurde Ende Oktober 2019 mit einem Einsatz vor dem Nachtzug Baku–Tiflis aufgenommen. Anfang 2020 verkehrten die Lokomotiven aber ausschließlich auf dem ADY-Netz von Baku bis Gandscha, wo sie von Diesellokomotiven abgelöst wurden und es war weniger als die Hälfte der Flotte im Einsatz.
Die Lokomotiven sollen auf der am 30. Oktober 2017 eröffneten und mit Einphasenwechselstrom mit einer Spannung von 25 kV elektrifizierten BTK-Strecke Baku-Tbilisi-Kars eingesetzt werden. Die Strecke verbindet das Kaspische mit dem Schwarzen Meer. Bis 2022 soll auf ihr Zahl der Reisenden auf drei Millionen ansteigen. Weiter sollen die Lokomotiven auf der durch Aserbaidschan führenden Transitstrecke zwischen Russland und Iran eingesetzt werden, die mit Gleichstrom mit einer Spannung von 3 kV elektrifiziert ist.

## Technik
Die Lokomotiven gehören zur Alstom-Prima-Lokfamilie der zweiten Generation und tragen die Alstom-Bezeichnung Prima M4 EL 2U P. Das Kürzel M4 steht für eine vierachsige Mehrzwecklokomotive, EL steht für Elektrolokomotive und 2U für Mehrsystemlokomotiven, die mit zwei verschiedenen Fahrleitungsspannungen betrieben werden können. Das P weist auf eine Ausrüstung für den Einsatz mit Reisezugwagen hin. Die AZ4A basieren auf der für die kasachische Eisenbahn entwickelte Bauart KZ4AT und den an die marokkanische Eisenbahn ONCF gelieferte Lokomotiven der Reihe E 1500.
Die Lokomotiven mit einer Dauerleistung von 4,8 MW sind für die in der ehemaligen Sowjetunion verwendete Breitspur mit 1520 mm Spurweite gebaut und erfüllen die russischen GOST-Normen. Die zulässige Höchstgeschwindigkeit der 90 t schweren Lokomotiven beträgt 160 km/h. Der Wirkungsgrad der mit einem Energiemesssystem ausgerüsteten Lokomotiven wird von Alstom mit 86 % angegeben. Sie sind mit einer Widerstandsbremse ausgerüstet, die im Betrieb mit 25 kV als Nutzbremse arbeiten und dem Bremsstrom in die Fahrzeitung zurückspeisen kann.